# Білл Ковач
Білл Ковач (алб. Bill Kovaçi; нар. 1932) — американський журналіст родом з Албанії, колишній голова Вашингтонського бюро The New York Times, колишній редактор журналу « The Atlanta Journal-Constitution», співавтор книги «Елементи журналістики: що мають знати журналісти і чого повинна очікувати громадськість».

## Біографія
Народився в 1932 році в Східному Теннессі в родині албанців. Білл планував після закінчення коледжу державного університету в Східному Теннессі піти в аспірантуру в галузі морської біології. Після чотирьох років роботи у ВМС США, літньої роботи в прес-хроніці в Джонсон-Сіті, штат Теннессі, він вирішив піти в журналістику.
Ковач з 1960 по 1967 рік був активістом руху за громадянські права, політику і проти бідності жителів Аппалачів. У 1965 році він брав участь у боротьбі за доступ громадськості до законодавчої влади. Сенат ухвалив постанову, що скасовує його привілеї.
Після того, як Білл Ковач провів рік у Стенфордському університеті, отримуючи журналістську стипендію, Джеймс Рестон з Вашингтонського бюро видання Нью-Йорк Таймс взяв його на роботу у 1968 році, і Ковач там провів 18 років, в тому числі й пізніше обіймаючи посаду голови Вашингтонського бюро цього популярного видання.
Після плідного дворічного перебування на посаді редактора журналу «The Atlanta Journal-Constitution», коли його співробітники здобули дві Пулітцерівські премії і стали фіналістами кількох інших, Білл Ковач перейшов до Гарвардського університету в 1989 році як співробітник, а потім як куратор фонду Німана у журналістиці.
Він вийшов у відставку з Гарварду в 2001 році і повернувся до Вашингтона, де працював старшим радником Проекту передового досвіду журналістики.
Ковач є представником Північної Америки та головою Консультативного комітету ICIJ (Міжнародного консорціуму журналістів-розслідувачів). Він також виступає на факультеті школи журналістики Міссурі.

## Нагороди
У 2000 році Ковач отримав нагороду Elijah Parish Lovejoy, а також почесний докторський ступінь у коледжі Колбі. У 2007 році він отримав звання почесного доктора у Бостонському університеті.
Заснував Комітет зацікавлених журналістів, який працює над підвищенням якості журналістики.
Окрім «Елементів журналістики», Ковач є співавтором WarpSpeed: America in the Age of Mixed Media and Blur: How to Know What's True in the Age of Information Overload, разом з Томом Розенстіелем.
У 2002 році, коли з'ясувалося, що репортер USA Today Джек Келлі сфабрикував деякі свої історії, USA Today звернувся до Ковача разом з редакторами Вільямом Гіллардом і Джоном Сейгенталером старшим, щоб вони ретельно відстежували розслідування.